# Samuel Hunter Christie
Samuel Hunter Christie (N. 22 martie 1784 - d. 24 ianuarie 1865) a fost un om de știință britanic cu preocupări în special în domeniul matematicii.
Fiul său cel mare a fost astronomul William Henry Mahoney Christie.
A studiat matematica la Trinity College, Cambridge.
În perioada 1838 - 1854 a predat această disciplină la Academia Militară Regală din Woolwich.
A cercetat magnetismul, în special câmpul magnetic terestru și a adus unele inovații busolei.
Cele mai multe experiențe le-a desfășurat împreună cu Peter Barlow.
În 1833 a descoperit ceea ce poate fi considerat un precursor al punții Wheatstone.
1. 1 2  Samuel Hunter Christie, SNAC, accesat în 9 octombrie 2017
2. ↑  The Peerage